# Kenneth Moore
Kenneth Moore, född 17 februari 1910 i Balcarres, död 8 december 1981 i Winnipeg, var en kanadensisk ishockeyspelare.
Moore blev olympisk guldmedaljör i ishockey vid vinterspelen 1932 i Lake Placid.